# 딜리프 라오
딜리프 라오(Dileep Rao, 1973년 7월 29일 ~ )는 미국의 배우이다.

## 성장 과정 및 경력
캘리포니아주 로스앤젤레스에서 물리학자 어머니와 엔지니어 아버지 사이에서 태어난다. 부모 모두 인도인이다. 얀부, 덴버, 클레어몬트에서 자랐다. 클레어몬트 고등학교, 캘리포니아 대학교 샌디에이고를 졸업하였다. 아메리칸 컨서버토리 시어터에서 공부하기도 하였다. 이후 톰 스토파드의 연극에 출연하기도 하였다. 이후, 로스앤젤레스로 이주하여 본격적으로 연극에서 출연하기 시작하였다. 2002년에는 퀴즈 프로그램 《제퍼디!》에도 출연하여 우승하기도 하였다. 2009년부터는 영화에도 출연하여, 《아바타》, 《인셉션》 등의 영화에도 출연하고 있다.

## 출연 작품

### 영화
| 연도 | 제목                             | 역할           | 비고      |
| ---- | -------------------------------- | -------------- | --------- |
| 2009 | 드래그 미 투 헬                  | Rham Jas       |           |
| 2009 | 아바타                           | Dr. Max Patel  |           |
| 2010 | 인셉션                           | Yusuf          |           |
| 2010 | The Great Gatsby in Five Minutes | Nick Carraway  | 단편 영화 |
| 2022 | 아바타: 물의 길                  | 맥스 파텔 박사 |           |

### 텔레비전
| 연도 | 제목                | 역할           | 비고                                             |
| ---- | ------------------- | -------------- | ------------------------------------------------ |
| 2006 | 스탠드오프          | Robert         | 시즌1 제10화 "Accidental Negotiator"             |
| 2009 | 브라더스 & 시스터스 | Arlo Natterson | 시즌2 제13화 "It's Not Easy Being Green"         |
| 2012 | 칠드런스 호스피털   | Glenn Richard  | 시즌4 제7화 "British Hospital"                   |
| 2013 | 터치                | Vikash Nayar   | 시즌2 제1화 "Event Horizon" 시즌2 제2화 "Closer" |